# Lalthanhawla

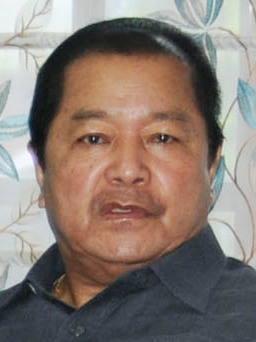
LalThanhawla (2012)

Lalthanhawla, oder auch Lal Thanhawla (* 19. Mai 1942 in Aizawl, damals Britisch-Indien, heute Mizoram, Indien) ist ein indischer Politiker. Von 1989 bis 1998 sowie vom 11. Dezember 2008 bis zum 14. Dezember 2018 war er Chief Minister des indischen Bundesstaats Mizoram und wurde beide Mal von Zoramthanga von der Mizo National Front abgelöst.

## Biografie
Lalthanhawla wurde noch zu Zeiten Britisch-Indiens im damaligen Fürstenstaat Mizoram als Sohn von Hmartawnphunga Sailo und Lalsawmliani Chawngthu geboren. Seine Familie gehört zur christlichen Religionsgemeinschaft.
Nach dem Schulbesuch studierte er und erwarb 1964 den Grad eines B.A. am Pachhunga University College. Kurze Zeit war er danach als Angestellter der Assam Cooperative Apex Bank tätig, bevor er sich 1966, im Alter von 24 Jahren, der revolutionären Untergrundorganisation Mizo National Front (MNF) anschloss, die eine weitgehende Autonomie oder Unabhängigkeit Mizorams anstrebte und die vermeintliche „indische Fremdherrschaft“ bekämpfte. Er wurde jedoch verhaftet und verbrachte 1966/67 ein Jahr im Gefängnis in Silchar (Assam). Nach der Entlassung orientierte sich Lalthanhawla politisch um und schloss sich der Kongresspartei an. Im Jahr 1973 wurde er zum lokalen Kongresspartei-Präsidenten in Mizoram gewählt, ein Amt, das er bis heute innehat. Er gehörte zu den Pionieren, die die Parteiorganisation der Kongresspartei in Mizoram aufbauten.
Die innenpolitische Lage in Mizoram beruhigte sich, nachdem das Land 1973 vom Bundesstaat Assam abgetrennt wurde und den Status eines Unionsterritoriums erlangte. 1987, nach einem Friedensabkommen (Mizoram Peace Accord), erhielt Mizoram den Status eines Bundesstaats und die MNF wandelte sich in eine reguläre Partei um.
Lalthanhawla gewann erstmals bei der Wahl zum Parlament von Mizoram 1978 ein Parlamentsmandat und konnte dieses bei fast allen seitherigen Wahlen (mit Ausnahme von 1998) in verschiedenen Wahlkreisen behaupten. Die Wahl 1984 gewann die Kongresspartei mit 39,8 % der Wählerstimmen und anschließend war Lalthanhawla vom 5. Mai 1984 bis 20. August 1986 Chief Minister. Die folgende Wahl 1987 im neuen Bundesstaat wurde durch die MNF gewonnen. Die anschließende MNF-Regierung hatte jedoch keinen langen Bestand. Bei den Neuwahlen 1989 erlangte erneut die Kongresspartei die Mehrheit der Mandate, Lalthanhawla wurde zum zweiten Mal Chief Minister und amtierte bis 1993. Seine dritte Amtsperiode als Chief Minister dauerte von 1993 bis 1998 an der Spitze einer Koalitionsregierung aus Kongresspartei und Janata Dal. Nach einer zehnjährigen Unterbrechung mit einer MNF-Regierung unter Zoramthanga, gewann die Kongresspartei die Wahl 2008 und Lalthanhawla führte als Chief Minister von 2008 bis 2013 die Regierung. Auch die Wahl 2013 wurde durch die Kongresspartei gewonnen, die mit 44,6 % der Stimmen 34 von 40 Mandaten erhielt. Am 9. Dezember 2013 wurde er zum fünften Mal zum Chief Minister gewählt.
In einem Interview im Jahr 2009 in Singapur beklagte sich Lalthanhawla, dass er in Indien „Opfer von Rassismus“ sei. Er würde in Indien gefragt, ob er wirklich Inder sei. In Südindien werde er gefragt, ob er aus Nepal komme. Diese Personen würden vergessen, dass Indien aus drei Rassen bestünde, den Ariern, den Draviden und „wir im Nordosten“. Wieder in Indien angekommen, bestritt Lalthanhawla den Begriff „Rassismus“ verwendet zu haben.
Seit dem 15. Dezember 2018 ist Zoramthanga erneut Chief Minister von Mizoram.

## Persönliches
Lalthanhawla ist verheiratet und hat mit seiner Frau Lal Riliani einen Sohn und zwei Töchter.